# Carlos Pavón
Pour les articles homonymes, voir Pavon.
Carlos Alberto Pavón (né le 9 octobre 1973) est un ancien footballeur hondurien évoluant au poste d'attaquant.

## Biographie
Pavón commence sa carrière professionnelle à l'âge de 18 ans dans son pays natal, le Honduras, avec le Real España, le 30 mai 1992, contre Platense en Coupe du Honduras (1-1). Avec le Real España, Pavón remporte deux championnats du Honduras, ainsi que le titre de meilleur buteur.
Pavón joue ensuite pour Morelia au Mexique, gagnant le championnat Clausura 2000 avec le club. Il joue également pour Toluca, San Luis, Correcaminos, Necaxa, Cruz Azul et Celaya, où il est meilleur buteur de la deuxième division mexicaine.
Il joue ensuite en Italie, en Serie A, pour l'Udinese et Naples à partir de 2001-2003, et en première division espagnole avec le Real Valladolid (1995).
Pavón est également un membre essentiel de l'équipe nationale du Honduras, dont il est le meilleur buteur de tous les temps avec 57 buts marqués. Il est célèbre pour avoir marqué un hat-trick contre le Mexique lors des qualifications pour la Coupe du monde 2002. Il inscrit aussi quatre buts contre Cuba, lors d'un match de poule de la Gold Cup 2007, le 13 juin 2007. Il inscrit surtout le but qui qualifie le Honduras pour la Coupe du monde 2010 lors d'une victoire (1-0) contre le Salvador, ce qui constitue la deuxième participation des Catrachos en Coupe du monde.
Le 19 juin 2007, Pavón signe en faveur du Los Angeles Galaxy. Il marque deux fois lors d'un match à l'extérieur contre les New York Red Bulls, le 18 août 2007, sur deux passes décisives de David Beckham. Le match attire 66 000 spectateurs, soit le record d'affluence pour un match des Bulls.
Malgré d'autres offres provenant de clubs de MLS, il retourne au Real España en 2008. Après avoir été libéré, il signe avec le Club Necaxa.
Il fait ses débuts à Necaxa le 1er mars 2009, après un seul entraînement avec le club. Il commence le match en tant que titulaire et délivre deux passes décisives pour un match nul 2-2 contre Santos Laguna. 
En 2010, il est élu « joueur le plus populaire du monde » par l'IFFHS devant des joueurs comme Arda Turan et Mohamed Aboutreika en écrasant la concurrence sur la zone CONCACAF. Il succède donc à Lionel Messi, sacré en 2009.
Il prend officiellement sa retraite internationale après la Coupe du monde 2010 en Afrique du Sud.
Il est considéré comme le meilleur joueur de l’équipe du Honduras depuis qu'il évolue sous les couleurs nationales.

## Buts internationaux
| #   | Date               | Lieu                               | Adversaire                      | Résultat | Compétition                       |
| --- | ------------------ | ---------------------------------- | ------------------------------- | -------- | --------------------------------- |
| 1.  | 29 novembre 1995   | Santa Ana (Salvador)               | Panama                          | 2-0      | Coupe UNCAF des Nations 1995      |
| 2.  | 10 décembre 1995   | San Salvador (Salvador)            | Guatemala                       | 3-0      | Coupe UNCAF des Nations 1995      |
| 3.  | 10 décembre 1995   | San Salvador (Salvador)            | Guatemala                       | 3-0      | Coupe UNCAF des Nations 1995      |
| 4.  | 24 juillet 1996    | San Pedro Sula (Honduras)          | Panama                          | 1-1      | Amical                            |
| 5.  | 21 août 1996       | San Salvador (Salvador)            | Salvador                        | 2-1      | Amical                            |
| 6.  | 25 août 1996       | Tegucigalpa (Honduras)             | Cuba                            | 4-0      | Amical                            |
| 7.  | 21 septembre 1996  | San Pedro Sula (Honduras)          | Mexique                         | 2-1      | Éliminatoires Coupe du monde 1998 |
| 8.  | 21 octobre 1996    | Tegucigalpa (Honduras)             | Salvador                        | 1-1      | Amical                            |
| 9.  | 17 novembre 1996   | San Pedro Sula (Honduras)          | Saint-Vincent-et-les-Grenadines | 11-3     | Éliminatoires Coupe du monde 1998 |
| 10. | 1er février 1998   | Oakland (États-Unis)               | Trinité-et-Tobago               | 1-3      | Gold Cup 1998                     |
| 11. | 21 mars 1999       | San José (Costa Rica)              | Costa Rica                      | 1-0      | Coupe UNCAF des Nations 1999      |
| 12. | 26 mars 1999       | San José (Costa Rica)              | Costa Rica                      | 2-1      | Coupe UNCAF des Nations 1999      |
| 13. | 21 mai 1999        | Miami (États-Unis)                 | Haïti                           | 2-0      | Amical                            |
| 14. | 21 mai 1999        | Miami (États-Unis)                 | Haïti                           | 2-0      | Amical                            |
| 15. | 9 février 2000     | San Pedro Sula (Honduras)          | Salvador                        | 5-1      | Amical                            |
| 16. | 12 février 2000    | Miami (États-Unis)                 | Jamaïque                        | 2-0      | Gold Cup 2000                     |
| 17. | 16 février 2000    | Miami (États-Unis)                 | Colombie                        | 2-0      | Gold Cup 2000                     |
| 18. | 19 février 2000    | Miami (États-Unis)                 | Pérou                           | 3-5      | Gold Cup 2000                     |
| 19. | 7 mai 2000         | Tegucigalpa (Honduras)             | Panama                          | 3-1      | Éliminatoires Coupe du monde 2002 |
| 20. | 7 mai 2000         | Tegucigalpa (Honduras)             | Panama                          | 3-1      | Éliminatoires Coupe du monde 2002 |
| 21. | 3 juin 2000        | San Pedro Sula (Honduras)          | Haïti                           | 4-0      | Éliminatoires Coupe du monde 2002 |
| 22. | 16 juillet 2000    | San Salvador (Salvador)            | Salvador                        | 5-2      | Éliminatoires Coupe du monde 2002 |
| 23. | 16 juillet 2000    | San Salvador (Salvador)            | Salvador                        | 5-2      | Éliminatoires Coupe du monde 2002 |
| 24. | 16 août 2000       | Tegucigalpa (Honduras)             | Saint-Vincent-et-les-Grenadines | 6-0      | Éliminatoires Coupe du monde 2002 |
| 25. | 16 août 2000       | Tegucigalpa (Honduras)             | Saint-Vincent-et-les-Grenadines | 6-0      | Éliminatoires Coupe du monde 2002 |
| 26. | 2 septembre 2000   | San Pedro Sula (Honduras)          | Salvador                        | 5-0      | Éliminatoires Coupe du monde 2002 |
| 27. | 2 septembre 2000   | San Pedro Sula (Honduras)          | Salvador                        | 5-0      | Éliminatoires Coupe du monde 2002 |
| 28. | 2 septembre 2000   | San Pedro Sula (Honduras)          | Salvador                        | 5-0      | Éliminatoires Coupe du monde 2002 |
| 29. | 23 mai 2001        | Tegucigalpa (Honduras)             | Nicaragua                       | 10-2     | Coupe UNCAF des Nations 2001      |
| 30. | 23 mai 2001        | Tegucigalpa (Honduras)             | Nicaragua                       | 10-2     | Coupe UNCAF des Nations 2001      |
| 31. | 23 mai 2001        | Tegucigalpa (Honduras)             | Nicaragua                       | 10-2     | Coupe UNCAF des Nations 2001      |
| 32. | 16 juin 2001       | Port-d'Espagne (Trinité-et-Tobago) | Trinité-et-Tobago               | 4-2      | Éliminatoires Coupe du monde 2002 |
| 33. | 20 juin 2001       | San Pedro Sula (Honduras)          | Mexique                         | 3-1      | Éliminatoires Coupe du monde 2002 |
| 34. | 20 juin 2001       | San Pedro Sula (Honduras)          | Mexique                         | 3-1      | Éliminatoires Coupe du monde 2002 |
| 35. | 20 juin 2001       | San Pedro Sula (Honduras)          | Mexique                         | 3-1      | Éliminatoires Coupe du monde 2002 |
| 36. | 1er septembre 2001 | Washington (États-Unis)            | États-Unis                      | 3-2      | Éliminatoires Coupe du monde 2002 |
| 37. | 2 mai 2002         | Kobe (Japon)                       | Japon                           | 3-3      | Coupe Carlsberg                   |
| 38. | 2 mai 2002         | Kobe (Japon)                       | Japon                           | 3-3      | Coupe Carlsberg                   |
| 39. | 28 avril 2004      | Fort Lauderdale (États-Unis)       | Équateur                        | 1-1      | Amical                            |
| 40. | 19 juin 2004       | San Pedro Sula (Honduras)          | Antilles néerlandaises          | 4-0      | Éliminatoires Coupe du monde 2006 |
| 41. | 19 avril 2007      | La Ceiba (Honduras)                | Haïti                           | 1-3      | Amical                            |
| 42. | 25 mai 2007        | Mérida (Venezuela)                 | Venezuela                       | 1-2      | Amical                            |
| 43. | 13 juin 2007       | Houston (États-Unis)               | Cuba                            | 5-0      | Gold Cup 2007                     |
| 44. | 13 juin 2007       | Houston (États-Unis)               | Cuba                            | 5-0      | Gold Cup 2007                     |
| 45. | 13 juin 2007       | Houston (États-Unis)               | Cuba                            | 5-0      | Gold Cup 2007                     |
| 46. | 13 juin 2007       | Houston (États-Unis)               | Cuba                            | 5-0      | Gold Cup 2007                     |
| 47. | 17 juin 2007       | Houston (États-Unis)               | Guadeloupe                      | 1-2      | Gold Cup 2007                     |
| 48. | 18 janvier 2009    | Fort Lauderdale (États-Unis)       | Chili                           | 2-0      | Amical                            |
| 49. | 26 janvier 2009    | Tegucigalpa (Honduras)             | Salvador                        | 2-0      | Coupe UNCAF des Nations 2009      |
| 50. | 28 mars 2009       | Port-d'Espagne (Trinité-et-Tobago) | Trinité-et-Tobago               | 1-1      | Éliminatoires Coupe du monde 2010 |
| 51. | 1er avril 2009     | San Pedro Sula (Honduras)          | Mexique                         | 3-1      | Éliminatoires Coupe du monde 2010 |
| 52. | 10 juin 2009       | San Pedro Sula (Honduras)          | Salvador                        | 1-0      | Éliminatoires Coupe du monde 2010 |
| 53. | 12 août 2009       | San Pedro Sula (Honduras)          | Costa Rica                      | 4-0      | Éliminatoires Coupe du monde 2010 |
| 54. | 5 septembre 2009   | San Pedro Sula (Honduras)          | Trinité-et-Tobago               | 4-1      | Éliminatoires Coupe du monde 2010 |
| 55. | 5 septembre 2009   | San Pedro Sula (Honduras)          | Trinité-et-Tobago               | 4-1      | Éliminatoires Coupe du monde 2010 |
| 56. | 14 octobre 2009    | San Salvador (Salvador)            | Salvador                        | 1-0      | Éliminatoires Coupe du monde 2010 |
| 57. | 23 janvier 2010    | Carson (États-Unis)                | États-Unis                      | 3-1      | Amical                            |

## Palmarès
- Championnat du Honduras de football :
  - 1992, 2004, 2007 Apertura (avec Real España)

- Championnat du Mexique de football :
  - 2000 (avec Morelia)

- Footballeur hondurien de l'année :
  - 2000

- Meilleur buteur du Championnat du Mexique de football :
  - 1997

- Élu footballeur actif le plus populaire au monde :
  - 2010
- Meilleur buteur de la Gold Cup :
  - 2007 (5 buts)
- Membre de l'équipe type de la Gold Cup :
  - 2007